# Modra
Modra é uma cidade da Eslováquia, situada no distrito de Pezinok, na região de Bratislava. Tem 49,62 km² de área e sua população em 2018 foi estimada em 9.046 habitantes.
Modra é famosa por sua indústria de cerâmica.

## Demografia
| Ano:        | 1994 | 2004   | 2014   | 2024   |
| ----------- | ---- | ------ | ------ | ------ |
| Broj ljudi: | 8409 | 8657   | 8817   | 9160   |
| Razlika:    |      | +2,94% | +1,84% | +3,89% |

| Ano:               | 2023 | 2024   |
| ------------------ | ---- | ------ |
| Número de pessoas: | 9201 | 9160   |
| Diferença:         |      | -0,44% |